# Dragošička
Dragošička – wieś w Chorwacji, w żupanii zagrzebskiej, w gminie Rugvica. W 2011 roku liczyła 387 mieszkańców.